# Айзенберг, Эяль
Эя́ль А́йзенберг (ивр. איל איזנברג‎; род. 19 апреля 1963, Кфар-Бялик, Израиль) — генерал-майор запаса Армии обороны Израиля; в последней должности: Командующий Командования тыла (с июня 2011 по март 2015 года).

## Биография
Эяль Айзенберг родился в мошаве Кфар-Бялик, Израиль, в семье фермеров, Моше и Билхи Айзенберг.
Окончил школу «Кирьят Хинух ОРТ» в Кирьят-Бялике.

### Семья
Отец Айзенберга, Моше, родился в семье одних из основателей Кфар-Бялика, Шимшона и Пнины Айзенберг. Дед Шимшон родился в семье одного из основателей поселения Йесуд-ха-Маала, Зеэва Дова Айзенберга, приехавшего в Палестину со своим отцом Давидом из Межирича и ставшего одним из видным общественных и религиозных деятелей Хайфы.
Братом Моше Айзенберга был генерал-майор Ури Саги. В своём хозяйстве Моше Айзенберг производил, помимо прочего, маринованные оливки и оливковое масло.
Мать Айзенберга, Билха, пережила Холокост.

### Военная карьера
В 1981 году Айзенберг был призван на службу в Армии обороны Израиля и поступил на курсы лётчиков ВВС (ивр. קורס טיס‎), однако не окончил курс и перешёл на службу в спецподразделении ВВС Израиля «Шальдаг». Командовал отрядом, а затем ротой в подразделении.
В 1988 году Айзенберг был назначен заместителем командира спецподразделения «Маглан», а в 1990 году возглавил разведывательную роту (ивр. פלס"ר‎) бригады «Гивати». В 1993 году был назначен командиром батальона «Шакед» бригады «Гивати».
С 1995 по 1996 год исполнял должность главы оперативного отдела в командовании Особых сил ВВС, а с 1996 по 1999 год командовал спецподразделением «Шальдаг».
В 1999 году возглавил Восточную бригаду Подразделения связи взаимодействия с Ливаном (ивр. יחידת הקישור ללבנון‎), которой командовал во время вывода израильский войск из Ливана. С 2001 по 28 июля 2003 года командовал резервной парашютно-десантной бригадой «Хицей ха-Эш».
В 2003 году был назначен командиром бригады «Гивати», командовал бригадой в период операций «Радуга», «Дни покаяния» и «Стальные всадники» в секторе Газа, а также во время исполнения «Плана одностороннего размежевания» в секторе Газа.
В ноябре 2005 года Айзенберг был назначен командиром особой резервной дивизии «Ха-Эш». Командовал дивизией во время Второй ливанской войны. Деятельность дивизии во время войны вызвала критику со стороны правительственной проверочной комиссии во главе с отставным судьёй Элияху Виноградом («Комиссия Винограда»), занимавшейся проверкой действий политического и военного эшелона во время войны: в отчёте комиссии было указано, что дивизия не смогла выполнить до конца возложенные на неё задачи, и значительная часть оперативных планов дивизии не была реализована. Критика в отношении действий дивизии под командованием Айзенберга была высказана и вследствие инцидента в ливанской деревне Дебел, в ходе которого девять солдат дивизии, разместившихся в доме на окраине деревни, погибли от огня противотанковых ракет, выпущенных по дому.
19 ноября 2008 года Айзенберг возглавил территориальную дивизию сектора Газа. Командовал дивизией во время операции «Литой свинец». Сообщалось, что по отношению к Айзенбергу были приняты меры дисциплинарного взыскания за превышение полномочий при использовании артиллерийского огня на населённой территории, причинившего ущерб комплексу полевого отделения БАПОР в ходе операции в районе города Газа Тель-аль-Хава. 11 ноября 2010 года Айзенберг покинул занимаемый пост и вышел в отпуск.
В соответствии с решением Начальника Генштаба, генерал-лейтенанта Бени Ганца, утверждённом министром обороны Эхудом Бараком 26 мая 2011 года, Айзенбергу было присвоено звание генерал-майора 9 июня 2011 года, а 15 июня он вступил на должность Командующего Командованием тыла, сменив на посту генерал-майора Яира Голана.
31 марта 2015 года Айзенберг передал управление Командованием тыла генерал-майору Йоэлю Стрику и вышел в отпуск накануне выхода в запас из армии.

### После выхода в запас
В сентябре 2024 года вошёл в группу бывших офицеров Армии обороны Израиля под руководством генерал-майора запаса Гиоры Айланда, предложившую «План генералов», направленный на усиление давления на группировку ХАМАС в ходе войны в секторе Газа посредством введения полной блокады северной части сектора.

### Образование и личная жизнь
За время службы в армии Айзенберг окончил учёбу в Командно-штабном колледже Армии обороны Израиля и получил степень магистра делового администрирования Тель-Авивского университета.
Женат, отец троих детей (сыновья Юваль и Йонатан и дочь Гиль), проживает в мошаве Бен-Шемен.

## Публикации
- אלוף אייל אייזנברג אני איש הקשר (Генерал-майор Эяль Айзенберг, «Я — связной»), Ynet (1.10.11) (Архивная копия от 1 декабря 2011 на Wayback Machine) (иврит)
- איל איזנברג עקרונות ואתגרים בבניית החוסן הלאומי בחוברת הפסיפס המורכב של החזית האזרחית בישראל (בעריכת מאיר אלרן ואלכס אלטשולר), עמ' 75, יולי 2012 (Эяль Айзенберг, «Принципы и вызовы создания национальной стойкости», в брошюре «Сложная мозаика гражданского фронта Израиля» (ред. Меир Эльран, Алекс Альтшулер, Институт исследования национальной безопасности (INSS) Тель-Авивского университета) (июль 2012), с. 75), ISBN 978-965-7425-38-1 (Архивная копия от 24 июля 2021 на Wayback Machine) (иврит)